# Championnats du monde de pelote basque 1958
Navigation
Montevideo 1955 Pampelune 1962
Les championnats du monde de pelote basque 1958, 3ème édition des championnats du monde de pelote basque, ont lieu du 11 au 21 octobre 1958 à Biarritz, Bayonne et Hossegor, en France. 
Organisés par la Fédération internationale de pelote basque (FIPV), ils réunissent 9 nations qui se disputent 17 titres mondiaux. 

La France domine cette troisième édition.

## Déroulement

### Organisation
Initialement désigné par la FIPV en 1955 pour organiser ces championnats, le Mexique annonce fin 1957 qu'il ne pourra les organiser qu'en 1959 avec un an de retard sur le calendrier prévu. Face à cette situation, la Fédération française se porte volontaire pour remplacer le Mexique et est désignée pour les organiser.

### Nations participantes
Neuf nations prennent part à ce troisième championnat du monde: 
| - Argentine - Brésil - Cuba | - Espagne - France - Italie | - Mexique - Philippines - Uruguay |

### Lieux de compétition

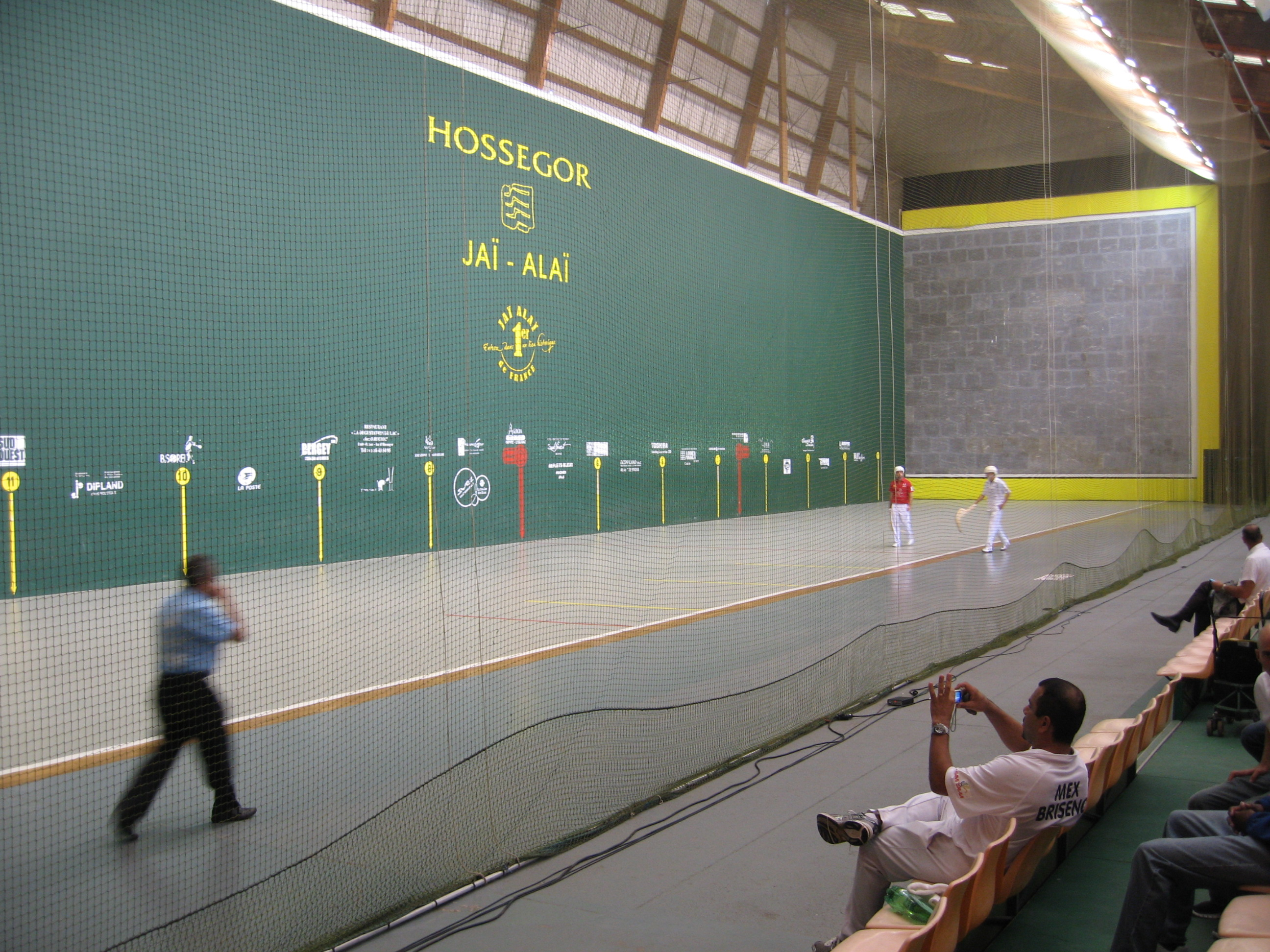
Fronton d'Hossegor

Quatre lieux accueillent les compétitions:
- Trinquet Saint-Martin de Biarritz: pour les compétitions de trinquet
- Fronton Plaza Berri de Biarritz: fronton mur à gauche couvert pour les épreuves en mur à gauche 30 et 36m
- Fronton du parc des sports à Bayonne: pour les compétitions en place libre
- Mur à gauche d'Hossegor: construit en 4 mois et demi[3] spécialement pour ces championnats, il est inauguré la veille de l'ouverture. D'une capacité de 2052 places, c'est le premier Jaï-alaï en France. Il accueille les compétitions de cesta punta et pala larga.

### Épreuves et inscriptions
| Spécialités          | Spécialités                    | Nations inscrites      | Nations inscrites | Nations inscrites | Nations inscrites    | Nations inscrites    | Nations inscrites   | Nations inscrites  | Nations inscrites       | Nations inscrites    |
| Spécialités          | Spécialités                    | Drapeau de l'Argentine | Drapeau du Brésil | Drapeau de Cuba   | Drapeau de l'Espagne | Drapeau de la France | Drapeau de l'Italie | Drapeau du Mexique | Drapeau des Philippines | Drapeau de l'Uruguay |
| -------------------- | ------------------------------ | ---------------------- | ----------------- | ----------------- | -------------------- | -------------------- | ------------------- | ------------------ | ----------------------- | -------------------- |
| Trinquet             | Pelote à main nue (individuel) |                        |                   |                   | ●                    | ●                    |                     |                    |                         | ●                    |
| Trinquet             | Pelote à main nue (par équipe) |                        |                   |                   | ●                    | ●                    |                     |                    |                         | ●                    |
| Trinquet             | Paleta, pelote de cuir         | ●                      |                   |                   | ●                    | ●                    |                     |                    |                         | ●                    |
| Trinquet             | Paleta, pelote de gomme        | ●                      |                   |                   | ●                    | ●                    |                     |                    |                         | ●                    |
| Trinquet             | Xare                           | ●                      |                   |                   |                      | ●                    |                     |                    |                         | ●                    |
| Fronton de 30 mètres | Paleta, pelote de gomme        | ●                      |                   |                   |                      | ●                    |                     | ●                  |                         | ●                    |
| Fronton de 30 mètres | Frontenis, pelote de gomme     | ●                      |                   | ●                 |                      | ●                    |                     | ●                  |                         |                      |
| Fronton de 36 mètres | Pelote à main nue (individuel) |                        |                   |                   | ●                    | ●                    |                     |                    |                         | ●                    |
| Fronton de 36 mètres | Pelote à main nue (par équipe) |                        |                   |                   | ●                    | ●                    |                     |                    |                         | ●                    |
| Fronton de 36 mètres | Paleta, pelote de cuir         | ●                      |                   |                   | ●                    | ●                    |                     | ●                  |                         |                      |
| Fronton de 36 mètres | Grosse pala (Pala corta)       | ●                      |                   |                   | ●                    | ●                    |                     | ●                  |                         |                      |
| Fronton de 36 mètres | Frontenis, pelote de cuir      | ●                      |                   |                   | ●                    | ●                    |                     | ●                  |                         |                      |
| Fronton de 54 mètres | Cesta punta                    | ●                      | ●                 | ●                 | ●                    |                      | ●                   | ●                  | ●                       |                      |
| Fronton de 54 mètres | Pala larga                     |                        |                   |                   | ●                    |                      |                     | ●                  |                         |                      |
| Place libre          | Pala                           |                        |                   |                   | ●                    | ●                    |                     |                    |                         |                      |
| Place libre          | Pelote à main nue (par équipe) |                        |                   |                   | ●                    | ●                    |                     |                    |                         |                      |
| Place libre          | Rebot                          |                        |                   |                   | ●                    | ●                    |                     |                    |                         |                      |

## Palmarès
| Épreuves                       | Or | Argent                                                                                                 | Bronze |
| ------------------------------ | --- | --- | ------ |
| Trinquet                       | | |        |
| Pelote à main nue (individuel) | Espagne- Francisco Bengoechea                                                                                                 | Uruguay- Andrés Iraizos (Andruco)                                                                      |        |
| Pelote à main nue (par équipe) | France- Roger Harcaut - Jean Ferrères - Jean-Baptiste Garat                                                                   | Espagne- Francisco Bengoechea - José Luis Unanue                                                       |        |
| Paleta, pelote de cuir         | France- Pierre Bareits - Jean Clairacq                                                                                        | Argentine- Eduardo Martinez - Juan Labat                                                               |        |
| Paleta, pelote de gomme        | Argentine- Arnaldo Olite - Juan Andrade - Antonio Dellacasagrande                                                             | Uruguay- César Bernal - Luis Bell                                                                      |        |
| Xare                           | Argentine- Roberto Elías - Juan Labat - Alberto Labat                                                                         | Uruguay- José Pereira - Sergio Más de Ayala                                                            |        |
| Fronton de 30 mètres           | | |        |
| Frontenis, pelote de gomme     | Mexique- Beltran - Jorge Garibay                                                                                              | Argentine- Aarón Sehter - Carlos Salvador                                                              |        |
| Fronton de 36 mètres           | | |        |
| Pelote à main nue (individuel) | Espagne- Isaias Pascual | France- Léon Etchart                                                                                   |        |
| Pelote à main nue (par équipe) | Espagne- Manuel Ezponda - Jose Antonio Berasaluce                                                                             | France- Léon Etchart - Jean Larroque                                                                   |        |
| Paleta, pelote de cuir         | France- Pierre Bareits - Bernard Clairacq                                                                                     | Espagne- Francisco Aizpitarte - Sebastián Aristi                                                       |        |
| Paleta, pelote de gomme        | Argentine- Aarón Sehter - Santos Belluzo - Manuel González                                                                    | Uruguay- José Cevi - Tellechea                                                                         |        |
| Grosse pala (Pala corta)       | Espagne- Vicente Sola - Sebastián Aristi                                                                                      | France- Pierre Bareits - Bernard Clairacq                                                              |        |
| Frontenis, pelote de cuir      | Mexique- Salazar - C. Sánchez - R. Sánchez                                                                                    | Espagne- Fernando Castro - Jorge Vidal - Avila                                                         |        |
| Fronton de 54 mètres           | | |        |
| Cesta punta                    | Mexique- Lalo Azcué - Johnny Hamui                                                                                            | Espagne- Manuel Balet - Miguel Chimela                                                                 |        |
| Pala larga                     | Espagne- Jesus Gurruchaga - Felipe Huarte                                                                                     | Mexique- Ramos - Prado                                                                                 |        |
| Place libre                    | | |        |
| Pala                           | France- Pierre Bareits - Bernard Bareits                                                                                      | Espagne- José Luis Unanue - Angel Beraza                                                               |        |
| Pelote à main nue (par équipe) | France- Pierre Inda - André Vivier - Martin Hauret                                                                            | Espagne- Delfín Yániz (El chino) - José Maria Ituarte                                                  |        |
| Rebot                          | France- Charles Etcheverry - Jean-Louis Bonnefonds - Jacques Errecalde - Jean Sallaberry - Aristide Bidart - François Sathicq | Espagne- Jesus Maria Recondo - Miguel Recondo - Miguel Zalacain - Jose Iparraguirre - Carlos Echenique |        |

## Tableau des médailles
| Rang  | Nation    | Or | Argent | Bronze | Total |
| ----- | --------- | -- | ------ | ------ | ----- |
| 1     | France    | 6  | 3      | -      | 9     |
| 2     | Espagne   | 5  | 7      | -      | 12    |
| 3     | Argentine | 3  | 2      | -      | 5     |
| 4     | Mexique   | 3  | 1      | -      | 4     |
| 5     | Uruguay   | 0  | 4      | -      | 4     |
| Total | Total     | 17 | 17     | -      | 34    |